# Progreso (Baja California)
Progreso es una delegación municipal dependiente del municipio de Mexicali, mexicana del estado de Baja California. Según datos del INEGI, se encuentra ubicada en las coordenadas 32°35"03' de latitud norte y 115°35"03' de longitud oeste; y contaba con una población de 12,557 habitantes en el año 2010.
Progreso se encuentra enclavada en el municipio de Mexicali y le da su nombre a una de las delegaciones del poniente del municipio, de la cual fue su cabecera desde su establecimiento y hasta el año 2010, cuando un fuerte sismo, dañó seriamente el edificio delegacional histórico. Ese mismo año la delegación tuvo que ser reubicada en Santa Isabel.

## Ubicación
Se encuentra comunicada por la carretera federal n.º 2 con Mexicali a unos 6 kilómetros al este, al oeste con el poblado de La Rumorosa; por la carretera a Santa Isabel, con Santa Isabel al norte y con el ejido Heriberto Jara al sur. Colinda al oeste con el Municipio de Tecate.

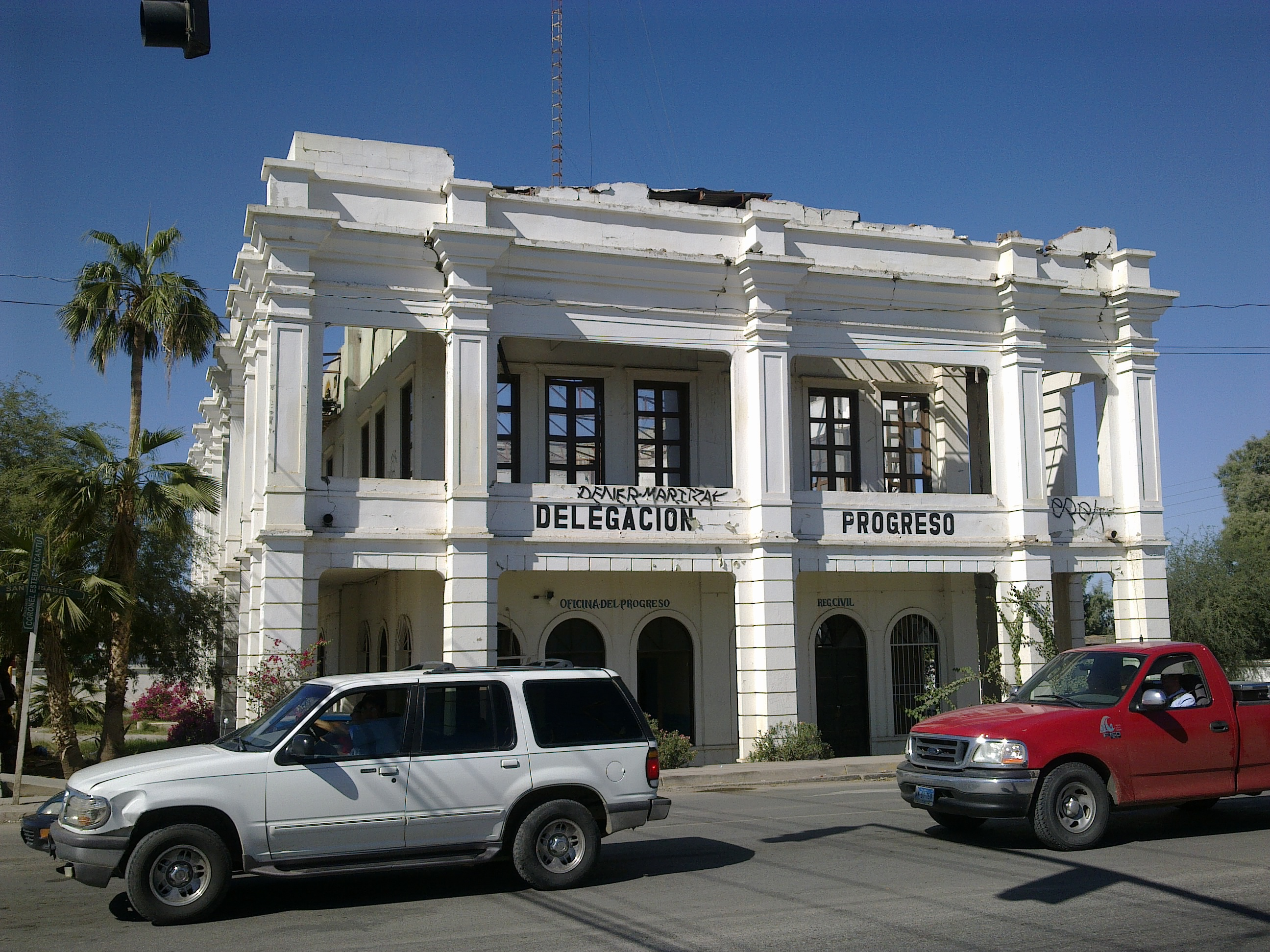
Edificio histórico que albergó a la delegación municipal "Progreso". En esta foto, se encuentra en estado de abandono, 3 años después del terremoto del 2010.

## Conformación
Se considera, a inicios del siglo XXI, que Progreso es un suburbio de la ciudad de Mexicali, sin estar conurbada con esta. Después de Santa Isabel es la segunda localidad en importancia, por número de habitantes, en su delegación, y la sexta en el municipio.
Dicha delegación municipal está compuesta por tres secciones: 
Las colonias centrales y aledañas al edificio y sede de la delegación Progreso, Pioneros de la Progreso, Jardines de la Progreso, 
Las colonias al norte de la delegación como son las colonias Santa Isabel, Santo Niño, San Pablo, Santa Lucía, San Clemente, El Coloso I y II, el Sauce, San Antonio, San Carlos, Gabriela Mistral, Valle de las Misiones, el Refugio, Ampliación Refugio, Centinela, San José, la Luna, los Milagros, los Viñedos, Viñas del Sol, Valle de los Ángeles, Finca los Jazmines, Villas de Alarcón, Valle del Progreso, entre otras de reciente creación.
Y al sur de la delegación se encuentra el Ejido Heriberto Jara, el cual está a unos 6 kilómetros de las oficinas de la delegación.

## Geografía
Es la delegación más occidental del municipio. Incluye la Laguna Salada, el Cerro Centinela, parte de la Sierra Cucapá.

## Actividad económica
En su demarcación se encuentran ubicados campos agrícolas donde la calidad de la tierra no es muy alta, dos plantas privadas termoeléctricas generadoras de energía eléctrica que abastecen de energía eléctrica a la Red eléctrica de Baja California, la cual está separada del Sistema Eléctrico Nacional,aunque existe un proyecto de interconexión; (adicionalmente el municipio cuenta con otras dos plantas generadoras una geotérmica en la delegación Cerro Prieto y otra en la ciudad) unas instalaciones para engorda y rastro de carne con una capacidad de atención y sacrificio 800 cabezas de sacrificio diarias, almacenes de energéticos de Pemex.
Adicionalmente se encuentran fábricas de ladrillos o ladrilleras, granjas avícolas, canteras o bancos de proveeduría de materiales pétreos.  